# 유로뉴스
유로뉴스(영어: Euronews)는 여러 언어(영어, 독일어, 스페인어, 러시아어, 아랍어, 프랑스어, 이탈리아어, 페르시아어, 폴란드어, 포르투갈어, 튀르키예어, 우크라이나어)로 시청 가능한 방송되는 국제적 TV 채널이다.

## 내용
전 세계에서 오는 뉴스 헤드라인을 30분 간격으로 방송하며 그 중간에는 주식 시장, 경제 뉴스, 스포츠 뉴스, 문화 예술 소식, 날씨 예보 등을 방송한다. 가끔 속보나 생방송으로 바뀌어 방송되기도 한다

## 역사
1993년 1월 1일 프랑스 리옹에서 방송을 시작했다.
2008년 6월 4일 유로뉴스는 로고를 재디자인했다. 2011년 1월 11일 웹사이트를 재디자인했다.
CNN이 제1차 걸프 전쟁 동안 전쟁에 대한 보도를 주도하고 나서 유럽방송연합은 유럽의 시각에서 바라보는 정보를 제공하기 위해 1992년 유로뉴스를 개국하는 것에 CYBC, HBC, 프랑스 텔레비지옹, RAI, RTBF, RTP, RTÉ, TVE, TMC, YLE, BHRT가 주도로 합의함으로써 리옹에서 방송이 시작됐다.
2022년 러시아-우크라이나 전쟁의 젤렌스키 대통령의 영상을 제공했다.

## 추가 행적
유로뉴스는 지분이 여러 회사에 걸쳐 팔리며 여러 가지 서비스를 진행하고, 멈추고를 반복하였다.
라디오, 아프리카 뉴스 등을 만드려고 시도하였으나 현재 잠정 중단 상태에 있다.
NBC와의 협업 등도 있었으나 NBCUniversal의 매각 등으로 인해 이 또한 중단되고 프로젝트는 더 이상 상업적으로 실행 가능한 것으로 간주되지 않는다. 대신 온라인 카테고리(online verticals)를 출시하여 Euronews Green, Euronews Travel, Euronews Next 및 Euronews Culture 등을 시행하고 있다.
2021년 12월, 리스본에 기반을 둔 Alpac Capital은 이집트 통신 거물 Naguib Sawiris로부터 유로뉴스의 지배 지분을 다시 구매하였다.

## 사용 가능 언어
이 채널은 전 세계 166개국 4억 3천만 가구에서 이용 가능하다. 케이블, 위성 및 지상파를 통해 1억 7천만 이상의 유럽 가정에 도달된다. 또한 IPTV 및 디지털 미디어와 같은 멀티미디어 플랫폼에서 가용성을 확보하기 시작했다.
| 언어         | 개시일                                  | 폐지일                   |
| ------------ | --------------------------------------- | ------------------------ |
| 영어         | 1993년                                  |                          |
| 프랑스어     | 1993년 1월 1일                          |                          |
| 독일어       | 1993년 1월 1일                          |                          |
| 이탈리아어   | 1993년 1월 1일                          |                          |
| 스페인어     | 1993년 1월 1일                          |                          |
| 포르투갈어   | 1999년 11월                             |                          |
| 러시아어     | 2001년 8월 17일                         |                          |
| 아라비아어   | 1993년 1월 1일 2008년 7월 12일 (재개시) | 1994년 2017년 5월 (TV만) |
| 튀르키예어   | 2010년 1월 30일                         | 2018년 1월 (TV만)        |
| 페르시아어   | 2010년 10월 27일                        | 2017년 5월 (TV만)        |
| 폴란드어     | 2011년 6월 16일                         | 2012년 1월               |
| 우크라이나어 | 2011년 8월 23일                         | 2017년 5월 22일          |
| 그리스어     | 2012년 11월 18일                        |                          |
| 헝가리어     | 2013년 5월 30일                         |                          |
| 아라비아어   | 2019년 11월 12일                        |                          |
| 조지아어     | 2020년 8월 31일                         |                          |
| 세르비아어   | 2021년 6월 3일                          |                          |
| 불가리아어   | 2022년                                  |                          |
| 루마니아어   | 2022년                                  |                          |

## 위치
유로뉴스는 주로 리옹에 있는 본사에서 방송하지만 아테네, 브뤼셀, 부다페스트, 도하, 두바이, 이스탄불, 런던, 파리, 트빌리시 및 워싱턴 D.C.에서 편집 또는 마케팅 목적으로 국제 지국을 유지하고 있다.

## 같이 보기
- 유로스포츠